# 2008 în științifico-fantastic
- 2007 în științifico-fantastic — 2008 în științifico-fantastic — 2009 în științifico-fantastic

2008 în științifico-fantastic implică o serie de evenimente:
- noiembrie - apare ultimul număr (#208) al seriei italiene de romane fantastice Fantacollana: Four Moons of Darkover de Marion Zimmer Bradley.[1]

## Decese
- 19 martie : Arthur C. Clarke, scriitor britanic, decedat la 90 de ani.
- 9 iunie : Algis Budrys, scriitor american, decedat la 77 de ani.
- 10 iunie: Liuben Dilov, scriitor bulgar, decedat la 80 de ani. (n. 1927)
- 4 iulie : Thomas M. Disch, scriitor american, decedat la 68 de ani.
- 4 noiembrie : Michael Crichton, scriitor american, decedat la 66 de ani.
- 14 octombrie : Barrington J. Bayley, scriitor britanic, decedat la 71 de ani.

## Filme
| Titlu                          | Regizor             | Distribuție                                                        | Țara                                                  | Sub-Gen /Note       |
| ------------------------------ | ------------------- | ------------------------------------------------------------------ | ----------------------------------------------------- | ------------------- |
| Alien Raiders                  | Ben Rock            | Carlos Bernard, Mathew St. Patrick, Courtney Ford, Rockmond Dunbar | Statele Unite ale Americii                            | Groază              |
| Babylon A.D.                   | Mathieu Kassovitz   | Vin Diesel, Michelle Yeoh                                          | Franța · Statele Unite ale Americii                   | Acțiune Aventură    |
| Blindness                      | Fernando Meirelles  | Julianne Moore, Mark Ruffalo, Danny Glover                         | Statele Unite ale Americii                            | Psihologic Thriller |
| City of Ember                  | Gil Kenan           | Saoirse Ronan, Harry Treadaway, Bill Murray, Mackenzie Crook,      | Statele Unite ale Americii                            | Fantastic Aventură  |
| CJ7                            | Stephen Chow        | Stephen Chow, Kitty Zhang Yuqi                                     | Hong Kong                                             | Comedie             |
| Cloverfield                    | Matt Reeves         | Michael Stahl-David, Mike Vogel, Odette Yustman                    | Statele Unite ale Americii                            | Film cu monștri     |
| Dante 01                       | Marc Caro           | Lambert Wilson, Dominique Pinon                                    | Franța                                                | Thriller            |
| Dasavathaaram                  | K.S.Ravikumar       | Kamal Hassan, Asin Thottumkal                                      | India                                                 | Acțiune Dezastru    |
| The Day the Earth Stood Still  | Scott Derrickson    | Keanu Reeves                                                       | Statele Unite ale Americii                            | Dramatic Thriller   |
| Death Race                     | Paul W. S. Anderson | Jason Statham, Joan Allen, Ian McShane                             | Statele Unite ale Americii                            | Acțiune             |
| Doomsday                       | Neil Marshall       | Rhona Mitra, Bob Hoskins, Malcolm McDowell                         | Regatul Unit al Marii Britanii și al Irlandei de Nord | Acțiune Thriller    |
| Eagle Eye                      | D.J. Caruso         | Shia LaBeouf, Michelle Monaghan                                    | Statele Unite ale Americii                            | Thriller            |
| Far Cry                        | Uwe Boll            | Til Schweiger, Emmanuelle Vaugier, Craig Fairbrass                 | Canada                                                | Acțiune Aventură    |
| Franklyn                       | Gerald McMorrow     | Ryan Phillippe, Eva Green, Sam Riley                               | Regatul Unit al Marii Britanii și al Irlandei de Nord | Fantastic Dramatic  |
| The Happening                  | M. Night Shyamalan  | Mark Wahlberg, Zooey Deschanel, John Leguizamo                     | Statele Unite ale Americii                            | Thriller            |
| The Inhabited Island           | Fyodor Bondarchuk   | Sergei Barkovsky, Fyodor Bondarchuk, Pyotr Fyodorov                | Rusia                                                 | Acțiune Aventură    |
| The Incredible Hulk            | Louis Leterrier     | Edward Norton, Liv Tyler, Tim Roth                                 | Statele Unite ale Americii                            | Film cu supereroi   |
| Iron Man                       | Jon Favreau         | Robert Downey, Jr., Terrence Howard, Gwyneth Paltrow, Jeff Bridges | Statele Unite ale Americii                            | Film cu supereroi   |
| Jumper                         | Doug Liman          | Hayden Christensen, Samuel L. Jackson, Rachel Bilson               | Statele Unite ale Americii                            | Acțiune Aventură    |
| Love Story 2050                | Harry Baweja        | Priyanka Chopra, Harman Baweja                                     | India                                                 | Acțiune Dramatic    |
| Meet Dave                      | Brian Robbins       | Eddie Murphy, Gabrielle Union, Ed Helms                            | Statele Unite ale Americii                            | Familie Comedie     |
| The Mutant Chronicles          | Simon Hunter        | Thomas Jane, Ron Perlman, Devon Aoki                               | Statele Unite ale Americii                            | Acțiune Groază      |
| Outlander                      | Howard McCain       | James Caviezel, Jack Huston, Sophia Myles                          | Statele Unite ale Americii                            | Acțiune Aventură    |
| PROXIMA                        | Carlos Atanes       | Oriol Aubets, Anthony Blake, Arantxa Peña                          | Spania                                                | Underground         |
| Sleep Dealer                   | Alex Rivera         | Luis Fernando Peña, Leonor Varela, Jacob Vargas                    | Mexic · Statele Unite ale Americii                    | Cyberpunk           |
| Star Wars: The Clone Wars      | Dave Filoni         |                                                                    | Statele Unite ale Americii                            | Animație            |
| Tokyo Gore Police              | Yoshihiro Nishimura | Eihi Shiina, Itsuji Itao, Yukihide Benny                           | Statele Unite ale Americii · Japonia                  | Gore                |
| WALL-E                         | Andrew Stanton      |                                                                    | Statele Unite ale Americii                            | Animație            |
| The X-Files: I Want to Believe | Chris Carter        | David Duchovny, Gillian Anderson, Amanda Peet                      | Statele Unite ale Americii                            | Thriller            |
|                                |                     |                                                                    |                                                       |                     |

## Premii
Premiul Hugo pentru cel mai bun roman
- Sindicatul polițiștilor idiș -- The Yiddish Policemen's Union de Michael Chabon

Premiul Nebula pentru cel mai bun roman
- Powers de Ursula K. Le Guin

Premiul Saturn
- Cel mai bun film SF:  Omul de Oțel